# Grigorij Musatov
Grigorij Alexejevič Musatov (29. ledna 1889 Buzuluk – 8. listopadu 1941 Praha) byl československý malíř ruského původu.

## Život
Pocházel z umělecké rodiny, jeho otec Alexej Musatov byl významným malířem ikon a jeho strýc Viktor Borisov-Musatov patřil k průkopníkům ruského symbolismu. Rodina žila v Buzuluku a Samaře, Grigorij studoval na výtvarných školách v Penze, Moskvě a Kyjevě, počátky jeho tvorby ovlivnili zejména Kuzma Sergejevič Petrov-Vodkin a Michail Alexandrovič Vrubel. Pracoval jako učitel a propagační výtvarník, roku 1917 se oženil s Věrou Jeljaševičovou, pocházející z rodiny ortodoxních židů. Za občanské války se přidal ke bělogvardějcům, ale záhy dezertoval a s falešnými doklady se mu podařilo dostat přes Sibiř do Vladivostoku, kde se s manželkou přidali k československým legionářům, s nimiž na jaře roku 1920 odpluli na lodi Tver do Evropy.
Usadil se v Československu a působil jako herec a výtvarník v kočovném divadle ruských emigrantů, které však záhy zkrachovalo, poté našel práci jako učitel kreslení na Ruském reálném gymnáziu ve Strašnicích. Spřátelil se s Janem Zrzavým, který prosadil jeho přijetí do Umělecké besedy roku 1923, v Alšově síni Umělecké besedy měl také roku 1927 Musatov svoji první samostatnou výstavu. Byl rovněž členem uměleckého sdružení Skytové vedeného Sergejem Makem, které se programově hlásilo k panslavismu, v letech 1932 a 1938 obeslal společnou výstavu ruského exilového umění v Paříži. V roce 1936 získal československé občanství, zemřel předčasně na následky infarktu, který utrpěl po zprávě o německém útoku na SSSR. Jeho jediná dcera Eleonora zvaná Nora (* 1931) byla také malířkou.

## Dílo
Musatovovy počátky byly ovlivněny primitivismem jako reakcí mnoha ruských umělců jeho generace na odcizenost moderní civilizace. Ve dvacátých letech maloval převážně nostalgické výjevy z každodenního života předrevolučního Ruska (Kominík, Projížďka na loďce, Karbaníci) připomínající naivní umění: plošná malba, výrazné barvy a neforemné figury mu vynesly srovnávání s Henri Rousseauem. Postupně se jeho malba uvolňovala a lyrickou fantaskností připomínala Marca Chagalla, naproti tomu postavy strnulých maloměšťáků vykazovaly znaky satiry a karikatury. O tom, že Musatov zvládal i realistický styl, svědčí portréty kolegů ze školy i spisovatele Vasilije Ivanoviče Němiroviče-Dančenka. Pro nakladatelství Melantrich vytvořil také ilustrace k románům Fjodora Michajloviče Dostojevského.
Na počátku třicátých let zpracovával i náměty ze života v SSSR (Cesta do kolchozu, Elektrifikace), jejichž expresionistické pojetí vykládala kritika jako znázornění střetu obyčejného člověka s modernistickou utopií. Později se jeho výraz posunul k impresionismu: rozmlžené kontury, dominance červené a žluté barvy. Jako námět se objevuje česká krajina, významným zdrojem inspirace pro něj byla také cesta na Podkarpatskou Rus. Musatovova tvorba konce třicátých let zase odráží pocity úzkosti způsobené aktuálním politickým děním: Útěk, Kapitulace Československa.

## Galerie

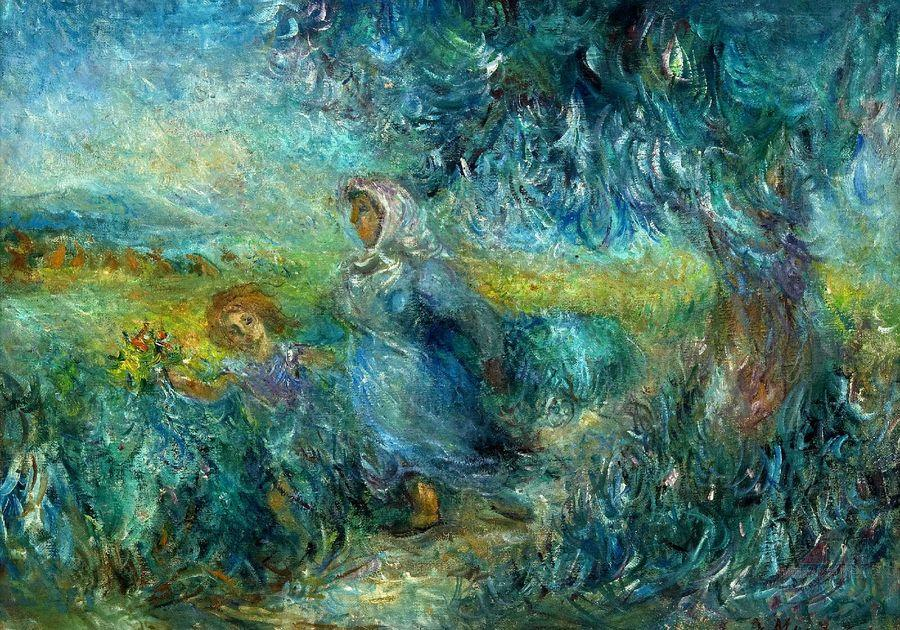
Návrat z jetele
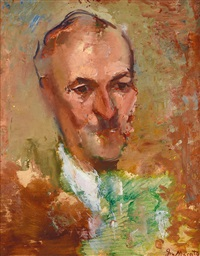
Portrét muže,1930
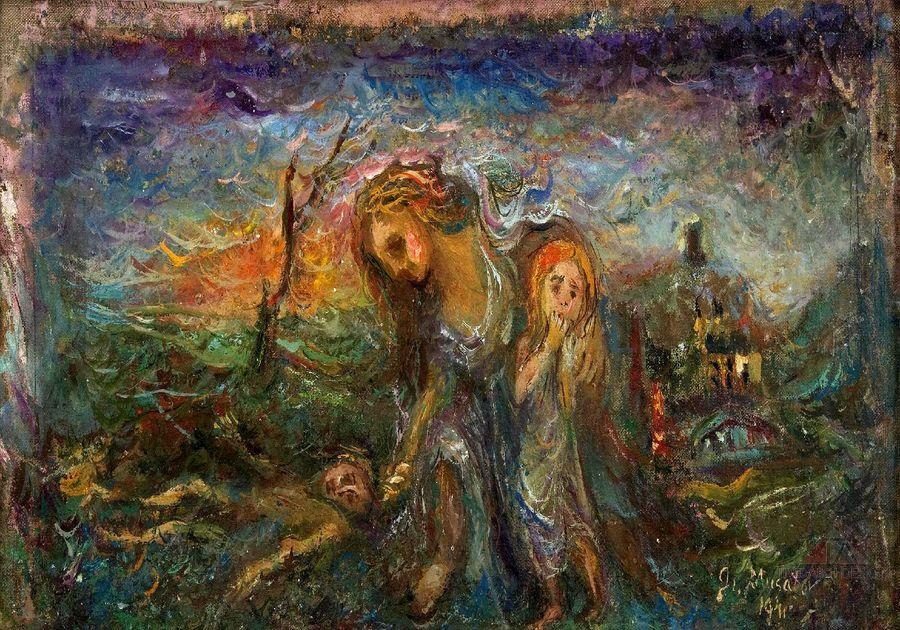
Studie k obrazu Útěk
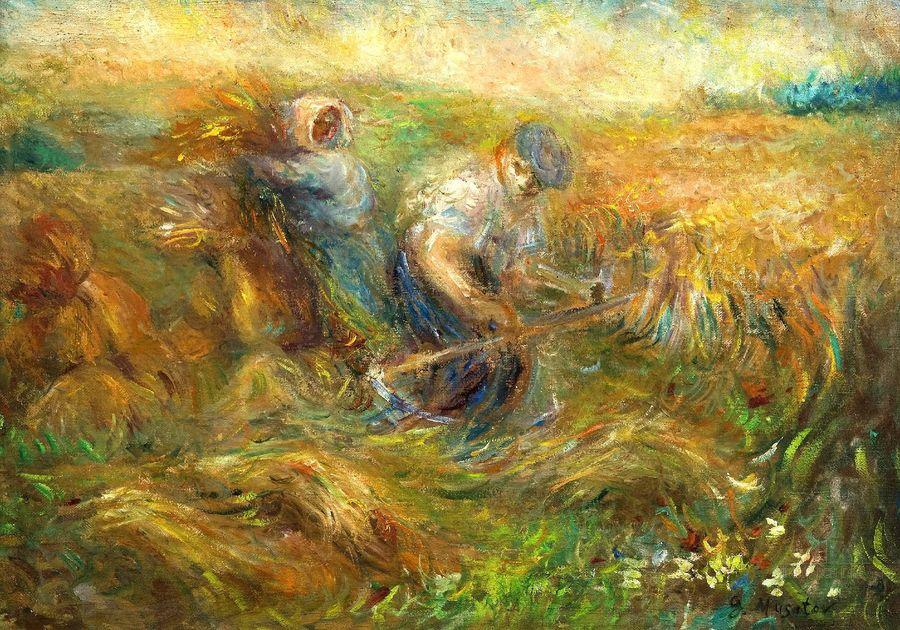
Žně
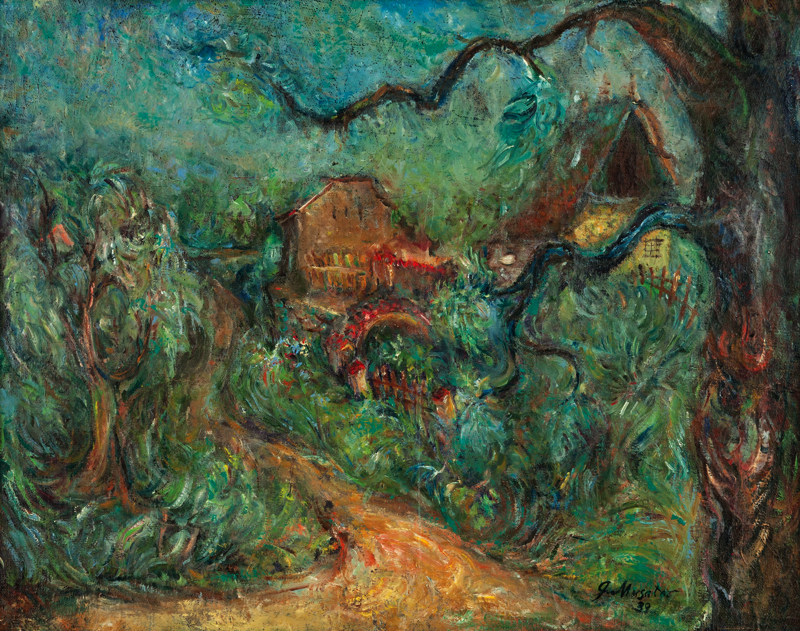
Cesta k vesnici, 1939
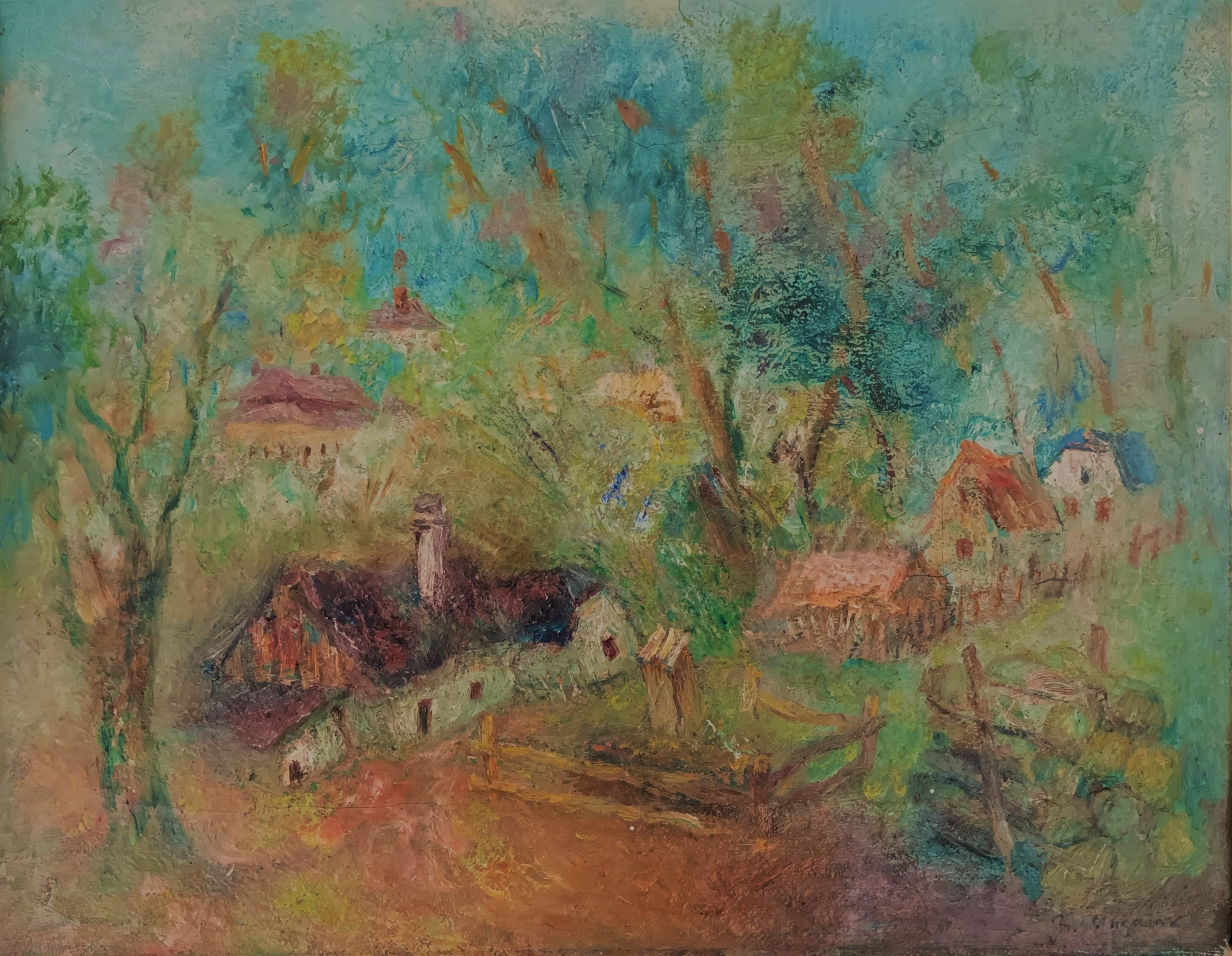
Želiv II